# حفصة خاتون (ابنة محمد الأول)
حفصة خاتون أميرة عثمانية من السلالة العثمانية الحاكمة و ابنة السلطان العثماني محمد الأول , المعروف ب  مُحمَّد چلبي.

## زواجها
تزوَّجت حفصة خاتون من الأمير محمود بك بن إبراهيم الجندرلي.

## وفاتها
توفيت حقصة و دُفنت في تُربة والدها بِبورصة.